# Бягство към победата
 Тази статия е за шоуто.  За филма от 1981 вижте Бягство към победата (филм).  
„Бягство към победата“ е състезателно риалити предаване, авторска продукция на „Седем-осми“, която стартира излъчване през 2009 г., като телевизионен проект в рамките на „Шоуто на Слави“ по bTV. През 2024 г. е подновено за втори сезон вече като самостоятелен риалити проект.

## Формат
Няколко избрани отбори от по двама души се състезават като се движат през различни места в страната, включително природни, исторически и културни забележителности. Всички инструкции и задачи, които получават участниците са свързани с България – исторически личности и обекти, обича̀и, реалности, бит и култура. Някои насоки са под формата на изображения, логически и технически задачи или загадки. Двойките започват от едно място заедно, и чрез решаване на различни задачи те откриват нова информация, която ще ги води през различните етапи на цялото им пътуване, а именно до финалната цел, победата в шоуто.

## Сезони
| Сезон | Сезон | Подзаглавие | ТВ канал | ТВ сезон           | Епизоди | Водещ(и)                                      | Старт        | Финал       | Излъчване                        | Двойки | Победители                  | Награда                        |
| ----- | ----- | ----------- | -------- | ------------------ | ------- | --------------------------------------------- | ------------ | ----------- | -------------------------------- | ------ | --------------------------- | ------------------------------ |
|       | 1     | –           | bTV      | 2009 (пролет-лято) | 33      | Слави Трифонов Борис Солтарийски              | 19 март      | 26 юни      | тв проект на „Шоуто на Слави“    | 12     | Марина и Христо Братовчеди  | Екскурзия по избор (Австралия) |
|       | 2     | Съкровището | bTV      | 2024 (есен)        | 26      | Краси Радков Ивет Горанова Станислава Ганчева | 20 септември | 14 декември | петък и събота, 20:00 – 22:00/30 | 14     | Иван и Николай Фармацевтите | Съкровището (100 000 лв.)      |

## Първи сезон
На 30 януари 2009 г. е обявен нов проект на „Шоуто на Слави“ – „Бягство към победата“. От тази дата започва записването за участие. От 19 до 24 март се излъчват кастингите. На 25 март започва формата със специален пилотен епизод с представяне на избраните от кастинга 12 двойки и старт на състезанието. Водещ е Борис Солтарийски. На 12 юни в надпреварата влиза VIP двойка – Емануела и Крум, те изявяват желание за участие в едно от живите студия на „Бягство към победата“. Състезават се извън класирането и не се борят за наградата. На 26 юни е излъчен финалът. Победители са братовчедите Марина и Христо, които финишират първи на финала в Солун. Те печелят 15 дневна екскурзия на място в света по избор. На същия ден гостуват в предаването, където съобщават че са избрали ваканцията им да бъде в Австралия.
Първи сезон се излъчва всеки четвъртък, в две издания – от 21:00 ч. и после от 22:30 ч., както и финала на етапа в петък от 22:30 ч. в „Шоуто на Слави“. От 16 април, всеки четвъртък от 20:00 ч. до 21:30 ч. се излъчва живо студио с водещ Слави Трифонов. От 17 април епизодите се местят всеки петък отново в същите часове.

### Участници
- Финално класиране:
- 1. Христо Михайлов и Марина Гашпарова – братовчеди (победители)
- 2. Ирина Митева и Иван Георгиев – бивши гаджета
- 3. Златка Димитрова и Дияна Тодорова – модели
- 4. Нели Кабрузова и Нели Владимирова – приятелки
- 5. Петър Янев и Павлина Василева – брат и сестра
- 6. Галин Борисов и Филипа Петкова – гаджета
- 7. Симо Атанасов и Елена Георгиева – гаджета
- 8. Марио и Илия Найденови – баща и син
- 9. Цветомир Петров и Красимир Коев – военни
- 10. Екатерина Гатева и Екатерина Вачева – приятелки (дисквалифицирани)
- 11. Елена и Васил Михалеви – семейство
- 12. Александър Билто и Мариана Уахена – приятели

### Гост участници
- Емануела и Крум – VIP двойка

## Втори сезон
На 27 март 2024 г. bTV Media Group обявява, че предаването се завръща с втори сезон в ефир. Изпълнителен продуцент е Евгени Димитров – Маестрото с компанията „ЕМД Ентертеймънт“. Състезанието ще се реализира под името „Бягство към победата 2: Съкровището“. Седмица по-късно на 3-ти април е пуснат кастинга за участие в сезона. Регистрацията за участие приключва на 30 април. На 28 август са обявени водещите на формата – Краси Радков, Ивет Горанова и Станислава Ганчева.

### Участници
- Финално класиране:
- 1. Иван и Николай – „Фармацевтите“ (победители)
- 2. Теодор и Пресиян – „Актьорите“
- 3. Виктория и Антоанета – „Барманките“
- 4. Иван и Радостин – „Разследващите полицаи“
- 5. Росица и Надежда – „Майка и дъщеря“
- 6. Габриела и Иван – „Колегите“
- 7. Памела и Любослав – „Сгодените“
- 8. Станимира и Константина – „Близначките“
- 9. Божидара и Емил – „Музикантите“
- 10. Илиана и Радослав – „Женените“
- 11. Десислава и Александър – „Брат и сестра“
- 12. Кирил и Ема – „Гаджетата“
- 13. Никол и Натали – „Барбитата“
- 14. Йордан и Петър – „Братята“

### Етапи
| Финално класиране                          | Финално класиране                           | Финално класиране                          | Финално класиране                          | Финално класиране                          | Финално класиране                          | Финално класиране                          | Финално класиране                          | Финално класиране                               | Финално класиране                          | Финално класиране                          | Финално класиране                          | Финално класиране                                               |
| Етап 1 Старт                               | Етап 2                                      | Етап 3                                     | Етап 4                                     | Етап 5                                     | Етап 6                                     | Етап 7                                     | Етап 8                                     | Етап 9 Втори шанс                               | Етап 10                                    | Етап 11                                    | Етап 12                                    | Етап 13 Финал                                                   |
| ------------------------------------------ | ------------------------------------------- | ------------------------------------------ | ------------------------------------------ | ------------------------------------------ | ------------------------------------------ | ------------------------------------------ | ------------------------------------------ | ----------------------------------------------- | ------------------------------------------ | ------------------------------------------ | ------------------------------------------ | --------------------------------------------------------------- |
| Епизоди 1 – 2                              | Епизоди 3 – 4                               | Епизоди 5 – 6                              | Епизоди 7 – 8                              | Епизоди 9 – 10                             | Епизоди 11 – 12                            | Епизоди 13 – 14                            | Епизоди 15 – 16                            | Епизоди 17 – 18                                 | Епизоди 19 – 20                            | Епизоди 21 – 22                            | Епизоди 23 – 24                            | Епизоди 25 – 26                                                 |
| 1. Илиана и Радослав „Женените“            | 1. Илиана и Радослав „Женените“             | 1. Памела и Любо „Сгодените“               | 1. Иван и Радостин „Разследващите полицаи“ | 1. Теодор и Пресиян „Актьорите“            | 1. Иван и Радостин „Разследващите полицаи“ | 1. Иван и Ники „Фармацевтите“              | 1. Иван и Радостин „Разследващите полицаи“ | 1. Памела и Любо „Сгодените“                    | 1. Габи и Иван „Колегите“                  | 1. Иван и Ники „Фармацевтите“              | 1. Теодор и Пресиян „Актьорите“            | 1. Иван и Ники „Фармацевтите“ (победители)                      |
| 2. Иван и Радостин „Разследващите полицаи“ | 2. Мира и Тина „Близначките“                | 2. Вики и Тони „Барманките“                | 2. Илиана и Радослав „Женените“            | 2. Вики и Тони „Барманките“                | 2. Вики и Тони „Барманките“                | 2. Теодор и Пресиян „Актьорите“            | 2. Росица и Надежда „Майка и дъщеря“       | 2. Йордан и Петър „Братята“                     | 2. Иван и Радостин „Разследващите полицаи“ | 2. Вики и Тони „Барманките“                | 2. Иван и Радостин „Разследващите полицаи“ | 2. Теодор и Пресиян „Актьорите“                                 |
| 3. Габи и Иван „Колегите“                  | 3. Теодор и Пресиян „Актьорите“             | 3. Иван и Ники „Фармацевтите“              | 3. Памела и Любо „Сгодените“               | 3. Божидара и Емил „Музикантите“           | 3. Габи и Иван „Колегите“                  | 3. Вики и Тони „Барманките“                | 3. Иван и Ники „Фармацевтите“              | 3. Илиана и Радослав „Женените“                 | 3. Теодор и Пресиян „Актьорите“            | 3. Теодор и Пресиян „Актьорите“            | 3. Иван и Ники „Фармацевтите“              | 3. Вики и Тони „Барманките“                                     |
| 4. Теодор и Пресиян „Актьорите“            | 4. Памела и Любо „Сгодените“                | 4. Иван и Радостин „Разследващите полицаи“ | 4. Вики и Тони „Барманките“                | 4. Иван и Ники „Фармацевтите“              | 4. Теодор и Пресиян „Актьорите“            | 4. Иван и Радостин „Разследващите полицаи“ | 4. Габи и Иван „Колегите“                  | 4. Деси и Сашо „Брат и сестра“                  | 4. Росица и Надежда „Майка и дъщеря“       | 4. Иван и Радостин „Разследващите полицаи“ | 4. Вики и Тони „Барманките“                | 4. Иван и Радостин „Разследващите полицаи“ (отпаднали в еп. 25) |
| 5. Иван и Ники „Фармацевтите“              | 5. Габи и Иван „Колегите“                   | 5. Теодор и Пресиян „Актьорите“            | 5. Габи и Иван „Колегите“                  | 5. Росица и Надежда „Майка и дъщеря“       | 5. Иван и Ники „Фармацевтите“              | 5. Росица и Надежда „Майка и дъщеря“       | 5. Теодор и Пресиян „Актьорите“            | 5. Божидара и Емил „Музикантите“                | 5. Иван и Ники „Фармацевтите“              | 5. Росица и Надежда „Майка и дъщеря“       | 5. Росица и Надежда „Майка и дъщеря“       |                                                                 |
| 6. Божидара и Емил „Музикантите“           | 6. Вики и Тони „Барманките“                 | 6. Божидара и Емил „Музикантите“           | 6. Иван и Ники „Фармацевтите“              | 6. Памела и Любо „Сгодените“               | 6. Мира и Тина „Близначките“               | 6. Памела и Любо „Сгодените“               | 6. Вики и Тони „Барманките“                | 6. Никол и Натали „Барбитата“                   | 6. Вики и Тони „Барманките“                | 6. Габи и Иван „Колегите“                  |                                            |                                                                 |
| 7. Деси и Сашо „Брат и сестра“             | 7. Божидара и Емил „Музикантите“            | 7. Илиана и Радослав „Женените“            | 7. Теодор и Пресиян „Актьорите“            | 7. Иван и Радостин „Разследващите полицаи“ | 7. Росица и Надежда „Майка и дъщеря“       | 7. Габи и Иван „Колегите“                  | 7. Памела и Любо „Сгодените“               | 7. Мира и Тина „Близначките“                    | 7. Памела и Любо „Сгодените“               |                                            |                                            |                                                                 |
| 8. Никол и Натали „Барбитата“              | 8. Иван и Ники „Фармацевтите“               | 8. Деси и Сашо „Брат и сестра“             | 8. Мира и Тина „Близначките“               | 8. Мира и Тина „Близначките“               | 8. Памела и Любо „Сгодените“               | 8. Мира и Тина „Близначките“               |                                            | 8. Кирил и Ема „Гаджетата“ (отпаднали в еп. 17) |                                            |                                            |                                            |                                                                 |
| 9. Вики и Тони „Барманките“                | 9. Деси и Сашо „Брат и сестра“              | 9. Росица и Надежда „Майка и дъщеря“       | 9. Божидара и Емил „Музикантите“           | 9. Габи и Иван „Колегите“                  | 9. Божидара и Емил „Музикантите“           |                                            |                                            |                                                 |                                            |                                            |                                            |                                                                 |
| 10. Росица и Надежда „Майка и дъщеря“      | 10. Иван и Радостин „Разследващите полицаи“ | 10. Мира и Тина „Близначките“              | 10. Росица и Надежда „Майка и дъщеря“      | 10. Илиана и Радослав „Женените“           |                                            |                                            |                                            |                                                 |                                            |                                            |                                            |                                                                 |
| 11. Памела и Любо „Сгодените“              | 11. Росица и Надежда „Майка и дъщеря“       | 11. Габи и Иван „Колегите“                 | 11. Деси и Сашо „Брат и сестра“            |                                            |                                            |                                            |                                            |                                                 |                                            |                                            |                                            |                                                                 |
| 12. Мира и Тина „Близначките“              | 12. Кирил и Ема „Гаджетата“                 | 12. Кирил и Ема „Гаджетата“                |                                            |                                            |                                            |                                            |                                            |                                                 |                                            |                                            |                                            |                                                                 |
| 13. Кирил и Ема „Гаджетата“                | 13. Никол и Натали „Барбитата“              |                                            |                                            |                                            |                                            |                                            |                                            |                                                 |                                            |                                            |                                            |                                                                 |
| 14. Йордан и Петър „Братята“               |                                             |                                            |                                            |                                            |                                            |                                            |                                            |                                                 |                                            |                                            |                                            |                                                                 |

  Победители
  Отпаднали